# Dalet
Dalet (ד) är den fjärde bokstaven i det hebreiska alfabetet. Dalet uttalas som en tonande alveolar klusil.
ד har siffervärdet 4.